# Systomus
Systomus – rodzaj słodkowodnych ryb z rodziny karpiowatych (Cyprinidae).

## Klasyfikacja
Gatunki zaliczane do tego rodzaju:
- Systomus asoka
- Systomus clavatus
- Systomus compressiformis
- Systomus endecanalis
- Systomus foerschi
- Systomus hexazona – brzanka sześciopręga[3]
- Systomus immaculatus
- Systomus martenstyni
- Systomus orphoides – brzanka czerwonopoliczkowa[4]
- Systomus pentazona – brzanka pięciopręga[3]
- Systomus pleurotaenia
- Systomus rhomboocellatus
- Systomus sarana
- Systomus shanensis
- Systomus spilurus
- Systomus timbiri
- Systomus xouthos

Gatunkiem typowym jest Systomus immaculatus.